# Monalanong
Monte Monalanong (o Monalanong Hill) es una montaña a menudo considerada el punto más alto del país africano de Botsuana, con una altitud según algunas fuentes de 1.494 metros (4.900 pies).
La colina Otse (a una altitud de 1.491 metros - 4891 pies), o las colinas de Tsodilo (a una altitud de 1.489 metros - 4885 pies) son también a menudo consideradas los puntos más altos en Botsuana.